# Gil Bartholeyns
Gil Bartholeyns, né en 1976, est un historien anthropologue et écrivain belge de langue française.

## Biographie
Gil Bartholeyns a étudié l'histoire et le cinéma à l'Université libre de Bruxelles et à l'École des hautes études en sciences sociales où il a soutenu une thèse d'histoire en 2008, sous la direction de Jean-Claude Schmitt. En écriture cinématographique, il est un élève de Luc Dardenne.
Il séjourne à l'Université d'Oxford en tant que lauréat d'un postdoctoral fellowship de la fondation Wiener Anspach, avant d'obtenir la bourse Nahed Ojjeh du Musée du quai Branly.
Depuis 2010, il est maître de conférences à l'Université de Lille, où il était titulaire d'une chaire d'excellence CNRS/université en études visuelles (2010-2015). Il contribue à la réception des visual culture studies anglo-américaines en France.
Ces travaux portent sur le corps, les objets, les images, le fait religieux dans le monde médiéval et préindustriel, puis contemporain, qu'il aborde selon le point de vue de l'anthropologie historique.
Il est rédacteur en chef de la revue Techniques & Culture et membre des comités éditoriaux de la revue Terrain , Modes pratiques et Entre-Temps, revue attachée à la chaire de Patrick Boucheron au Collège de France. En tant qu'auteur, il collabore à Critique, L'Histoire, Le Débat, Le Magazine littéraire, AOC.
En 2019, il publie un premier roman remarqué.
Depuis 2020, il est chroniqueur radio sur La Première RTBF.

## Œuvre

### Romans
- Deux kilos deux, JC Lattès, 2019, 442 p.  (ISBN 9782709663359).

Finaliste du Prix Maya 2021, du Prix Première 2020, du Prix des lecteurs des librairies Club 2020.
Avant sa sortie, Livres Hebdo qualifie Deux kilos deux de « roman noir, engagé et traversé par la grâce », « ce western nordiste s’élève à des hauteurs presque métaphysiques ». Il est sélectionné par Le Figaro Littéraire parmi les 8 meilleurs premiers romans, les 10 romans chocs de la rentrée par Le Parisien. Le Vif /L’Express le classe parmi les 50 meilleurs romans de la rentrée littéraire 2019. Il se retrouve dans la sélection des 20 romans du Salon Premier Roman de la Société des gens de lettres. Grégoire Delacourt situe Deux kilos deux dans la lignée des Frères Cohen (Fargo) et des Frères Dardenne. Pour Frédéric Saenen, « tout est rendu avec un génie de la formule qui se goûte à chaque page ».
Pour L'Obs, Gil Bartholeyns est « le Jonathan Safran Foer belge ».
Deux kilos deux est considéré comme lanceur d'alerte par l'anthropologue Frédéric Keck dans un article de la revue Esprit. L'auteur explique à L214 qu'il a mené une enquête dans le milieu de l'élevage, le conduisant, du ministère aux ouvriers, au cœur du « délire civilisationnel ».
- L'Occupation du ciel, Rivages, 2024, 272 p.  (ISBN 2743662425)[16].

Le Monde des livres relève « un art du récit qui force l'admiration » et pour Le Nouvel Obs L'Occupation du ciel « réinvente la science-fiction ». Usbek & Rica, sous la plume d'Éric Fabre, qualifie roman d'« ultime chronique martienne ». Pour Nicolas Stetenfeld, « le génie de Gil Bartholeyns est de saisir ce point de bascule dans nos imaginaires du futur... avec une intelligence redoutable et une salutaire radicalité ». Gil Bartholeyns est le premier auteur francophone de la collection Rivages/Imaginaire.
Suite au discours d'investiture de Donald Trump du 20 janvier 2025, qui annonce vouloir planter un drapeau sur Mars et assurant que les feux de Los Angeles vont s'arrêter, Gil Bartholeyns déclare qu'« on nage en pleine bêtise cosmique », considérant que la contradiction contemporaine entre notre mode de vie et la question environnementale n'a jamais été mieux « incarnée » que par les mégafeux d'un côté et la conquête spatiale de l'autre, qu'il met en scène dans L'Occupation du ciel. « De l'anticipation à la précipitation », Nicolas Demorand dit que « les questions que pose le texte sont puissantes et à la hauteur de la tragédie ».

### Essais
- Le Hantement du monde. Zoonoses et Pathocène, Éditions Dehors, 2021, 120 p.  (ISBN 9782367510286)

Finaliste du Prix triennal de l'essai en langue française 2023.
L'ouvrage propose le concept de Pathocène,,. Le Pathocène est défini par l'auteur comme « une période au cours de laquelle un trouble a été introduit dans l’ordre du vivant », comme « une façon de qualifier notre temps sous l’angle de la maladie, et singulièrement des maladies industrielles, et d’en faire la généalogie (...) cela comprend notre attitude 'pathétique' face toutes sortes d’événements immenses... ». Le 2 juillet 2021, Gil Bartholeyns publie une tribune sur rejet par le Sénat de la proposition de loi visant à améliorer le bien-être animal, où il rappelle le lien entre élevage conventionnel et pandémies.
- L'étrange et folle aventure du grille-pain, de la machine à coudre et des gens qui s'en servent, Premier Parallèle, 2021, 219 p.  (ISBN 9782850611087) Coécrit avec Manuel Charpy.

Les auteurs écrivent « une histoire de la magie » des techniques dans le sillage du principe posé par Gilbert Simondon selon lequel la principale cause de notre aliénation n'est pas la machine mais sa méconnaissance,,.

### Ouvrages (sélection)
- Image et transgression au Moyen Âge, PUF, 2008, 200 p.  (ISBN 9782130567653). Co-auteur avec Pierre-Olivier Dittmar, Vincent Jolivet. Traduction italienne Imagines e trasgressione nel Medioevo, Edizioni Arkeios, 2015.
- Images de soi dans l’univers domestique, XIIIe – XVIe siècles, PUR, 2018, 580 p.  (ISBN 9782753574809). Avec Monique Bourin et Pierre-Olivier Dittmar.
- Politiques visuelles, Les Presses du réel, 2016, 460 p.  (ISBN 9782840667452).
- Cultures matérielles. Anthologie raisonnée, 2 vol., Éditions de la MSH, 2011, 774 p. Codirigé avec Nicolas Govoroff et Frédéric Joulian.
- La Performance des images, Publications de l'Université de Bruxelles, 2010  (ISBN 9782800414744). Avec Thomas Golsenne.
- Adam et l'Astragale. Essais sur les limites de l'humain, Éditions de la Maison des sciences de l'homme, 2009, 390 p.  (ISBN 9782735112180). Codirection.

### Articles (sélection)
- « Au quotidien. Une brève histoire des techniques du XIXe au XXIe siècle », dans G. Carnino, L. Hilaire-Pérez, J. Lamy dir., Histoire globale des techniques, CNRS éditions, 2025, p. 773-797. Avec Manuel Charpy.
- « Anticiper Los Angeles en feu », AOC, 13 janvier 2025.
- « Le blue-jean : temps de l'artifice et artifice du temps », Critique, no 901-902, Minuit, 2022, p. 588-595. [lire en ligne]
- « La formule de la chimère », Terrain, no 74 Bureaucratie sublime, 2021, p. 22-33. Illustration de Dora Jeridi.
- « Choses, objets, produits », dans Florian Mazel dir., Nouvelle Histoire du Moyen Âge, Seuil, 2021, p. 719-726.
- « A History of Domestic Disorder », dans Christopher Fletcher dir., Everyday Political Objects, Routledge, 2021, p. 48-61.
- « On the ‘virtus’ of images: medieval practices, contemporary theories », dans Emmanuel Alloa et Chiara Cappelletto dir., Dynamis of the Image. Moving Images in a Global World, De Gruyter, 2020, p. 15-35.
- « History of Visual Culture », dans Peter Burke et Marek Tamm ed., Debating New Approaches in History, Bloomsbury, 2019, p. 247-275 et avec Jean-Claude Schmitt, p. 262-266.
- « Désannoncer l’Histoire », Entre-temps,‎ 10 mai 2018 (lire en ligne ). Sur l’œuvre d'Éric Vuillard.
- « Des arts à l’art : l’image en mouvement », dans Patrick Boucheron et Jacques Dalarun dir., Georges Duby. Portrait de l’historien en ses archives, Gallimard, 2015, p. 297-314.
- « The Instant Past. Nostalgia and Retro Photography », dans Katarina Niemeyer dir., Contemporary Nostalgia and Media, Palgrave Macmillan, 2014, p. 51-69.
- « Rien ne se crée, rien ne se perd, tout se regrette », Terrain, no 64 Nostalgie, 2015, p. 13-33[33]

## Radio
Gil Bartholeyns est chroniqueur dans l'émission de Pascal Claude Dans quel monde on vit sur La Première. Dans la chronique En toutes lettres !, il adresse des lettres qui sont ensuite publiées. Il a ainsi écrit à Annie Ernaux à la suite des critiques de son œuvre, aux responsables des micro-États insulaires lors de la COP26, aux habitants de Kiev le 12 février 2021, aux boulangers confrontés à la crise énergétique, à ses étudiants pendant la pandémie de Covid, aux jurés du procès des attentats du 22 mars 2016 à Bruxelles, aux enfants palestiniens et israéliens, au Black Friday « chevalier de la dépense », aux femmes métisses ayant gagné leur procès condamnant l’État belge pour crimes contre l'humanité, ou encore aux mots face aux censures du gouvernement Trump II, aux enfants à naître dans un monde dominé par la chimie fine.

## Distinction
Prix du Rayonnement international (ULB, 2007).